# 電撃の缶詰
電撃の缶詰（でんげきのかんづめ）とは、KADOKAWA（旧メディアワークス → アスキー・メディアワークス）が発行していた電撃文庫関連の折り込み広告チラシである。電撃文庫および同文庫の姉妹レーベルに添付される形で配布されていた。2017年7月を最後に発行が停止状態となっている。
電撃文庫と同時に創刊された1993年の当初は2色刷り8面であったが、現在はオールカラー32面と、ライトノベルのレーベルにおける折り込みチラシでは最も豪華な仕様となっている。表紙イラストには、さまざまなイラストレーターを起用している。
当月及び翌月の電撃文庫の新刊案内、関連グッズの宣伝及び注文方法の告知、メディア展開されている作品の宣伝、電撃hpや電撃大王といったアスキー・メディアワークス関連雑誌の宣伝、電撃文庫の作家陣によるエッセイ「電撃徒然草」などが掲載されている。
2007年4月に秋葉原UDXなどで開催された「電撃文庫 春の祭典」ではスペシャル版小冊子「電撃のドラム缶詰」が無料配布された。その後も電撃のイベントが開催される秋を中心に発行されており、「缶詰」が終了した後も継続中である。なお、2017年までは「ASCII MEDIA WORKS」のロゴと当時存在していたAMWのURLが裏面に掲載されていたが、その後2018年4月にAMWのサイト解体やブランドの再編があったため、同年秋に発行された冊子はKADOKAWAのロゴとURLに差し替えられている。
姉妹チラシに電撃コミックスの折り込み「電撃コミックPRESS」（旧称「電撃の瓶詰」）がある。
かつては「電缶オンライン」としてインターネット上にも展開していた。